# 2020학년도 대학수학능력시험
2020학년도 대학수학능력시험 (2020學年度 大學修學能力試驗, 2019년 수능)은 2019년 11월 14일 목요일에 시행된 대학수학능력시험이다. 영어와 한국사는 절대평가로 실시되었으며, 성적은 2019년 12월 4일에 통지하였다. 만점자는 15명이고, 김해외국어고등학교 송영준, 청심국제고등학교 홍민영 등이다.

## 모의평가
- 2020학년도 대학수학능력시험 6월 모의평가: 2019년 6월 4일
- 2020학년도 대학수학능력시험 9월 모의평가: 2019년 9월 4일

## 일정
2017년 9월 5일 교육부는 2020학년도 수능의 시행 날짜를 2019년 11월 14일로 발표하면서, 성적 통지일(12월 4일), 시험 시행 계획 등을 발표했다. 한국교육과정평가원은 고등교육법에 따라 시험시행 세부계획을 2019년 3월 26일 발표하였는데, 내용은 시험영역과 EBS 연계율은 2019학년도 수능과 동일하고 지진에 대비해 예비문항도 준비하기로 했다.
11월 14일, 시험을 실시했으며, 12월 4일에 성적이 통지되었다.
- 2019년 11월 14일(목): 수능시험일
- 2019년 12월 4일(수): 성적통지

## 기출문제
| 과목                | 문제 및 정답 | 비고 |
| ------------------- | ------------ | ---- |
| 국어 영역           | ■            |      |
| 수학 영역           | ■            |      |
| 영어 영역           | ■            |      |
| 한국사 영역         | ■            |      |
| 사회탐구 영역       | ■            |      |
| 과학탐구 영역       | ■            |      |
| 직업탐구 영역       | ■            |      |
| 제2외국어/한문 영역 | ■            |      |

## 사건사고
- 수능 성적이 공식적으로 발표되기 전 일부 수험생들이 사전에 성적을 조회했다는 사실이 드러나 평가원장이 사과했다.

## 같이 보기
- 대학수학능력시험
  - 연도별 대학수학능력시험